# 제4원정지원사령부
제4원정지원사령부(4th Sustainment Command (Expeditionary))는 미국 육군 예비군 제79유지지원사령부 예하의 원정지원사령부로, 텍사스주 샌안토니오에 본부를 두고있다.

## 역사
사령부는 처음에 이탈리아 레그혼에 창설되어 1952년 2월 10일부터 1954년 1월 20일까지 주오스트리아 미군(USFA)을 지원하였고, 연합군의 오스트리아 군정기가 끝나면서 USFA와 제4군수사령부는 해산하였다.
4년 뒤, 1958년 6월 15일에 다시 미국 유럽 육군의 군수사령부로서 유럽 전구의 프랑스에서 다시 소집되었다. 이후 1964년 초에 미국 본토로 돌아가 1967년 6월 23일에 버지니아주 포트 리에서 해산하였다.
1975년 12월 21일, 텍사스주 포트 후드에서 제13지원사령부 예하 제4지원소로서 재소집되었다.
1989년 3월 1일, 제3(III)군단 지원사령부의 제4물자관리소로 재편성되었고, 군단에 보급할 물자의 발주, 배급, 재고관리를 맡았다. 걸프 전쟁에서 1990년 사막 방패 작전과 1991년 사막 폭풍 작전을 지원하여 전역 스트리머를 수여받았다. 2000년 10월 1일에 제4지원소로 개편되었다. 항구적 자유 작전(OIF) 06-08에 참가하여 이라크 국민과 아군에게 각종 물자를 보급하였다. 2007년 9월 15일 포트 후드 안의 기드온 경기장에서 해산하였다. 2개월 뒤의 11월 29일에 예비군 부대로 배정되었다. 2008년 10월 16일에 텍사스주 샌안토니오에서 제4지원사령부로 개편 및 재소집되었다.

## 조직

### 배속
- 주오스트리아 미군; 1952년 2월 10일
- COMZEUR, 1958년 6월 15일;
- 제13군단지원사령부, 1975년 12월 21일;
- 제3(III)군단 지원사령부, 1989년 3월 1일;
- 제79유지지원사령부, 2008년 10월 16일;

### 편성
현재
- 제90지원여단
- 제300지원여단
- 제211지역지원단
- 제647지역지원단

이전
- 제164병참단

제4물자관리원
- 군단 탄약관리실
- 자동화근무부
- 장비즉각대응부
- 즉각대응 작전부
- 보급부

## 기록

### 계보
- 1952년 1월 16일 - Headquarters, 4th Logistical Command
정규군 배정
→제4군수사령부, 본부
- 1961년 6월 24일 - Headquarters and Headquarters Company, 4th Logistical Command
→제4군수사령부, 본부 및 본부중대
- 1964년 5월 7일 - Headquarters and Headquarters Detachment, 4th Logistical Command
→제4군수사령부, 본부 및 본부분견대
- 1964년 6월 24일 - Headquarters and Headquarters Company, 4th Logistical Command
→제4군수사령부, 본부 및 본부중대
- 1975년 12월 21 - 4th Support Center
→제4지원소
- 1989년 3월 1일 - 4th Material Management Center Corps Support Command)
→군단지원사령부 제4물자관리원
- 2000년 10월 1일 - 4th Support Center
→제4지원소
- 2007년 11월 29일 - 예비군 배정.
- 2008년 10월 16일 - Headquarters and Headquarters Company, 4th Sustainment Command
→제4지원사령부, 본부 및 본부중대

### 전역
| 스트리머             | 내역                   |
| -------------------- | ---------------------- |
| 동남아시아 걸프 전쟁 | 사막 방패 작전, 1990년 |
| 동남아시아 걸프 전쟁 | 사막 폭풍 작전, 1991년 |

## 참고
- “4th Sustainment Command (Expeditionary)”. 《globalsecurity.org》 (영어). 2017년 3월 16일에 확인함.
- “4th Logistical Command”. 《usarmygermany.com》 (영어). 2017년 3월 16일에 확인함.